# Баласко, Ив
Ив Баласко (фр. Yves Balasko; 9 августа 1945) — французский экономист.
Окончил Высшую нормальную школу (Париж; 1968). Доктор наук (1976) Парижского университета. Профессор Сорбонны (1978—2005) и Йоркского университета (Англия; с 2006).

## Основные произведения
- «Экономическое равновесие и теория катастроф: введение» (Economic Equilibrium and Catastrophe Theory: An introduction, 1978);
- «Основания теории общего равновесия» (Foundations of the Theory of General Equilibrium, 1988).

## Публикации в соавторстве
- «The Existence of Equilibrium in an Overlapping Generations Model», с Дэвидом Кассом[англ.] и Карлом Шеллом[англ.], 1980, Journal of Economic Theory[англ.].
- «The overlapping-generations model I and II», с Карлом Шеллом, 1980—1981, Journal of Economic Theory.
- «The Structure of Financial Equilibrium with Exogenous Yields I: Unrestricted participation», с Давидом Кассом, 1989, Econometrica.
- «Market participation and sunspot equilibria» с Давидом Кассом и Карлом Шеллом, 1995, Review of Economic Studies.